# Tigris és hiéna
A Tigris és hiéna („Történeti dráma négy felvonásban”) Petőfi Sándor egyetlen teljes szöveggel fennmaradt színpadi műve.

## Története
A Pesti Hírlap 1846. január 4-én közölte, hogy Petőfi benyújtotta színdarabját a Nemzeti Színház választmányához elbírálásra. A Budapesti Híradó január 11-én már arról számolt be, hogy elfogadták a darabot. A költő ekkoriban A hóhér kötele című regényén dolgozott, és a Felhők című versciklusát rendezte sajtó alá. Amikor megtudta, hogy csak bérleti előadásra szánják, darabját visszavonta, mivel az anyagilag igen hátrányos lett volna számára.
A mű 1847. január 2-án jelent meg nyomtatásban; ősbemutatójára csak 1883-ban Kolozsváron került sor. Ecsedi Kovács Gyula rendezésében.

## Cselekmény

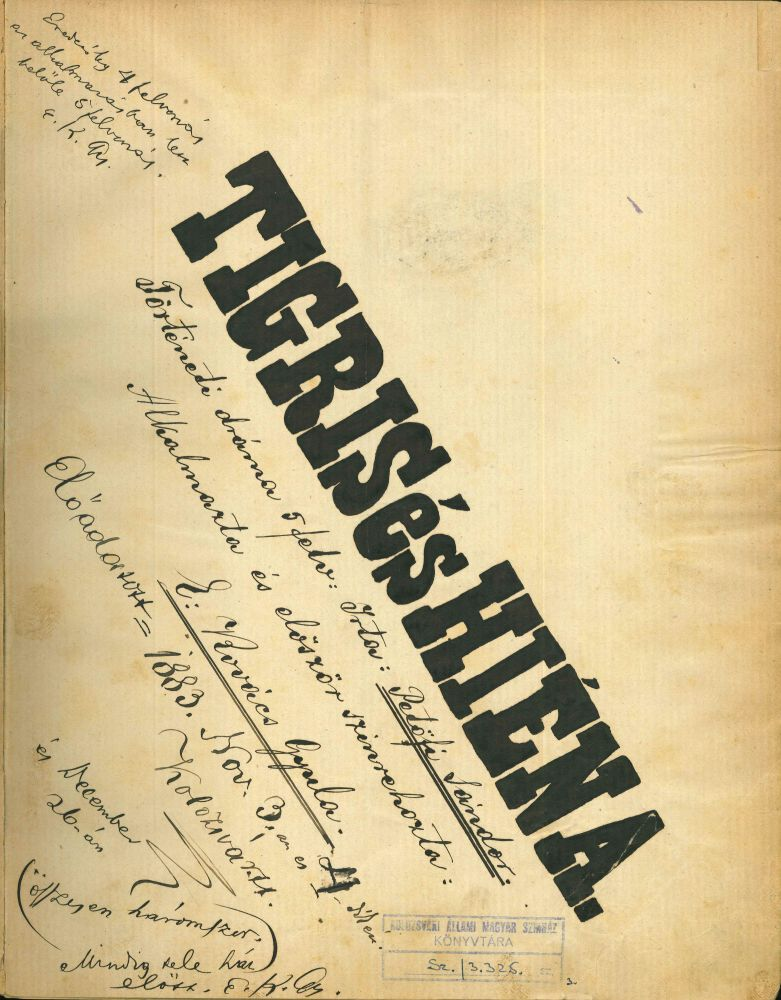
A dráma ősbemutatói rendezői példánya, 1883

A dráma az 1130 körüli trónviszályok idején, kritikus történelmi időkben játszódik, amikor a trónra kerülés és a rajtamaradás csak erőszakkal, intrikák sorával és kíméletlen harccal volt megvalósítható. Történelmi és kitalált szereplőkkel operál a romantikus darab a trónkövetelő Borics, és a világtalan király, vagyis a hatalomra törekvés és annak megőrzése küzdelmét mutatja be. Nemcsak az Árpád-ház képviselőinek, hanem közelebb eső idők politikusainak ügyeskedéseire is ráismerhetünk, mivel az emberi karakterek állandók, és a történelem kereke is körbefordul.
A drámában minden szereplő vérségi kapcsolatban van a többiekkel, és mindenikük a saját, őt illető örökségét szeretné megszerezni-megtartani, vagy az őt ért jogtalanságot akarja minél jobban megtorolni. A szegény, s ezért köpönyegforgató, ám elveihez ragaszkodó, megcsömörlött Saul, a Magyarország elleni hadjáratra készülő Borics galíciai fejedelem fivére, fia a magyar király elleni árulásra készülő zsoldosvezérnek, Sámsonnak és az előző király, Könyves Kálmán elkergetett özvegyének, Predszlávának, aki Boricsnak ugyancsak az anyja. Saul szerelmes Ilonába, Vak Béla feleségébe, aki az országot valójában uralja, ezért elárulja Boricsot, akivel színleg szövetséget kötött, illetve Sámsont, akiről kiderül, hogy az ő apja, ezzel beteljesítve anyja bosszúját is.